# براجينج رايتس (2010)

## الاحداث والنتائج
| #  | المباراة | الشرط                                                              | الوقت |
| -- | --- | ------------------------------------------------------------------ | ----- |
| 1D | مونتيل فانتيفيوس بورتر هزم شافو جوريرو | مباراة عادية                                                       | N/A   |
| 2  | دانيال برايان هزم دولف زيجلر (برفقة فيكي غيريرو) بواسطة الاخضاع | مباراة بطل ضد بطل مباراة عادية                                     | 16:14 |
| 3  | ذا نيكسيس (ديفيد اوتونغا وجون سينا) هزموا كودي رودز ودرو ماكنتاير (ب) | مباراة فرق على بطولة دبليو دبليو إي للفرق                          | 06:29 |
| 4  | تيد ديبياسي (برفقة ماريس) هزم غولدست (برفقة اكسانا) | مباراة عادية                                                       | 07:29 |
| 5  | ليلى (ب) (برفقة ميشيل مكول) هزمت ناتاليا | مباراة عادية على حزام الديفاز                                      | 04:45 |
| 6  | كين (ب) (برفقة بول بيرر) هزم الاندرتيكر | مباراة الدفن الحي على بطولة العالم للوزن الثقيل                    | 17:00 |
| 7  | فريق سماك داون (بيغ شو، ري ميستيريو، جاك سواغر، البيرتو ديل ريو، تايلر ريكس، إيدج وكوفي كينغستون) هزموا فريق رو (ذا ميز، آر تروث، جون موريسون، سانتينو ماريلا، شايموس، سي ام بانك و ايزيكييل جاكسون) (برفقة أليكس رايلي) | 14 رجل (مباراة سماكدوان ضد رو) مباراة اقصاء                        | 27:45 |
| 8  | ويد باريت (برفقة جون سينا) هزم راندي اورتن بواسطة الDQ | مباراة عادية على بطولة دبليو دبليو إي إذا خسر باريت. سوف يطرد سينا | 14:34 |

### مباراة الاقصاء (سماكداون ضد رو)[3]
| ترتيب الاقصاء | المصارع                            | الفريق                             | اقصي من طرف                        | حركة الاقصاء                       | الوقت                              |
| ------------- | ---------------------------------- | ---------------------------------- | ---------------------------------- | ---------------------------------- | ---------------------------------- |
| 1             | سانتينو ماريلا                     | رو                                 | تايلر ريكس                         | بورنينغ هامر                       | 02:38                              |
| 2             | كوفي كينغستون                      | سماك داون                          | شايموس                             | هاي كروس                           | 06:52                              |
| 3             | جاك سواغر                          | سماك داون                          | جون موريسون                        | ستارشيب باين                       | 13:07                              |
| 4             | تايلر ريكس                         | سماك داون                          | شايموس                             | بروغ كيك                           | 14:32                              |
| 5             | بيغ شو                             | سماك داون                          | N/A                                | بواسطة العد الخارجي                | 15:29                              |
| 6             | شايموس                             | رو                                 | N/A                                | بواسطة العد الخارجي                | 15:29                              |
| 7             | آر تروث                            | رو                                 | ايدج                               | سبير                               | 16:42                              |
| 8             | جون موريسون                        | رو                                 | ايدج                               | سبير                               | 17:09                              |
| 9             | البيرتو ديل ريو                    | سماك داون                          | سي ام بانك                         | باك سلايد                          | 18:05                              |
| 10            | سي ام بانك                         | رو                                 | ري ميستيريو                        | 619                                | 24:07                              |
| 11            | ايزيكييول جاكسون                   | رو                                 | ري ميستيريو                        | 619                                | 26:16                              |
| 12            | ذا ميز                             | رو                                 | ايدج                               | سبير                               | 27:45                              |
| الفائز:       | فريق سماك داون (ايدج وري ميستيريو) | فريق سماك داون (ايدج وري ميستيريو) | فريق سماك داون (ايدج وري ميستيريو) | فريق سماك داون (ايدج وري ميستيريو) | فريق سماك داون (ايدج وري ميستيريو) |

## روابط خارجية
- براجينج رايتس على موقع IMDb (الإنجليزية)
- براجينج رايتس على موقع قاعدة بيانات الفيلم (الإنجليزية)
- براجينج رايتس على موقع كينوبويسك (الروسية)